# Gymnothorax fuscomaculatus
Gymnothorax fuscomaculatus is een straalvinnige vissensoort uit de familie van murenen (Muraenidae). De wetenschappelijke naam van de soort is voor het eerst geldig gepubliceerd in 1953 door Schultz.